# Sonchus ustulatus subsp. maderensis
Sonchus ustulatus subsp. maderensis é uma subespécie de planta com flor pertencente à família Asteraceae. 
A autoridade científica da subespécie é Aldridge, tendo sido publicada em Bot. Macaronés. 2: 91. 1977 (1976 publ. 1977).

## Portugal
Trata-se de uma subespécie presente no território português, nomeadamente no Arquipélago da Madeira.
Em termos de naturalidade é endémica da região atrás referida.

## Protecção
Não se encontra protegida por legislação portuguesa ou da Comunidade Europeia.